# Roztrzeplin wiechowaty
Roztrzeplin wiechowaty, mydleniec wiechowaty (Koelreuteria paniculata Laxm.) – gatunek rośliny z rodziny mydleńcowatych. Rodzajowa nazwa naukowa została nadana na cześć niemieckiego przyrodnika Josefa Gottlieba Koelretera. Gatunek występuje naturalnie w Chinach i Korei, gdzie rośnie w podszycie świetlistych lasów dębowo-sosnowych.
Został rozpowszechniony jako dekoracyjne drzewo parkowe.

## Morfologia
PokrójDuży krzew lub małe drzewo rozgałęziające się już tuż nad ziemią, osiągające wysokość 6–8 (–15) i szerokości 5 metrów. Korona jest kopulasta, szeroka, dość regularna i gęsta. W młodości kulistawa, w starszym wieku płasko wysklepiona do parasolowatej.
LiścieOpadające na zimę, długości do 35 centymetrów, ustawione skrętolegle, nieparzystopierzasto złożone, składające się z 7–15 podłużniejajowatych listków długości 3–8 centymetrów, barwy ciemnozielonej, natomiast młode listki są barwy jaskrawoczerwonej; jesienią liście  przebarwiają się na pomarańczowo lub pomarańczowobrązowo.
KoraBrunatnoszara, pionowo bruzdowana lub listewkowana. Gałązki czerwonawobrunatne.
KwiatyMałe – o średnicy ok. 1 cm, składają się z 4 żółtych płatków korony i 5 zielonkawych działek kielicha. Zebrane są w luźne wiechy powstające na szczytach pędów i osiągające do 50 cm długości.
OwoceRozdęte torebki o cienkich, pergaminowatych ściankach, początkowo zielonkawe, później czerwonobrązowe. Długo utrzymują się na gałązkach. Zawierają liczne czarne nasiona.

## Zastosowanie
W Japonii z nasion roztrzeplinu produkuje się różańce. Rozpowszechnione w wielu krajach drzewo parkowe.

## Uprawa
WymaganiaPreferuje stanowiska słoneczne, dobrze znosi wysoką temperaturę oraz suszę; w młodości wrażliwy na przymrozki; odporny na warunki typowo miejskie. Gleby świeże do suchych, o dużej zawartości wapnia. Unika gleb ciężkich, wilgotnych, gliniastych i ilastych.

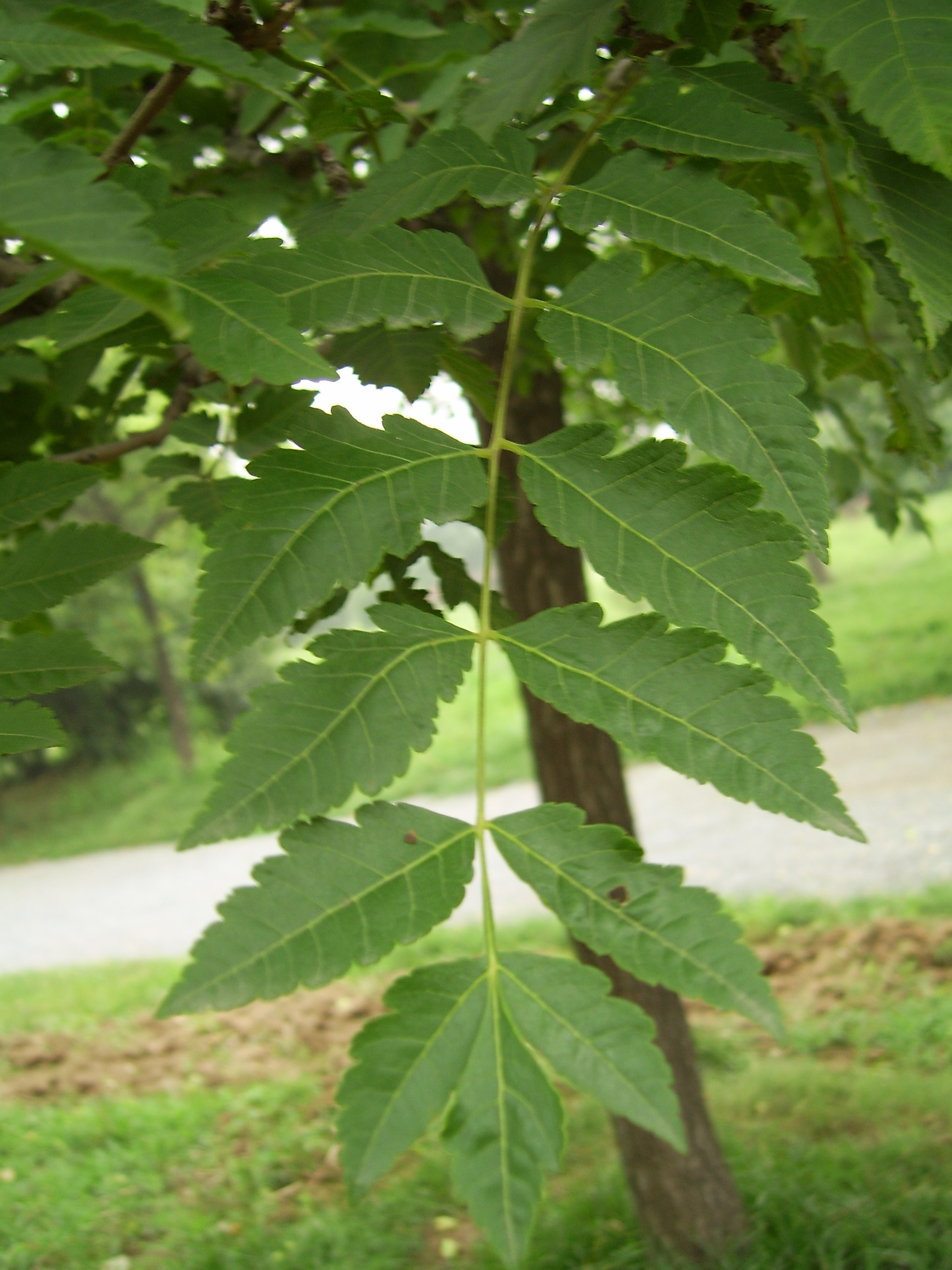
Liść
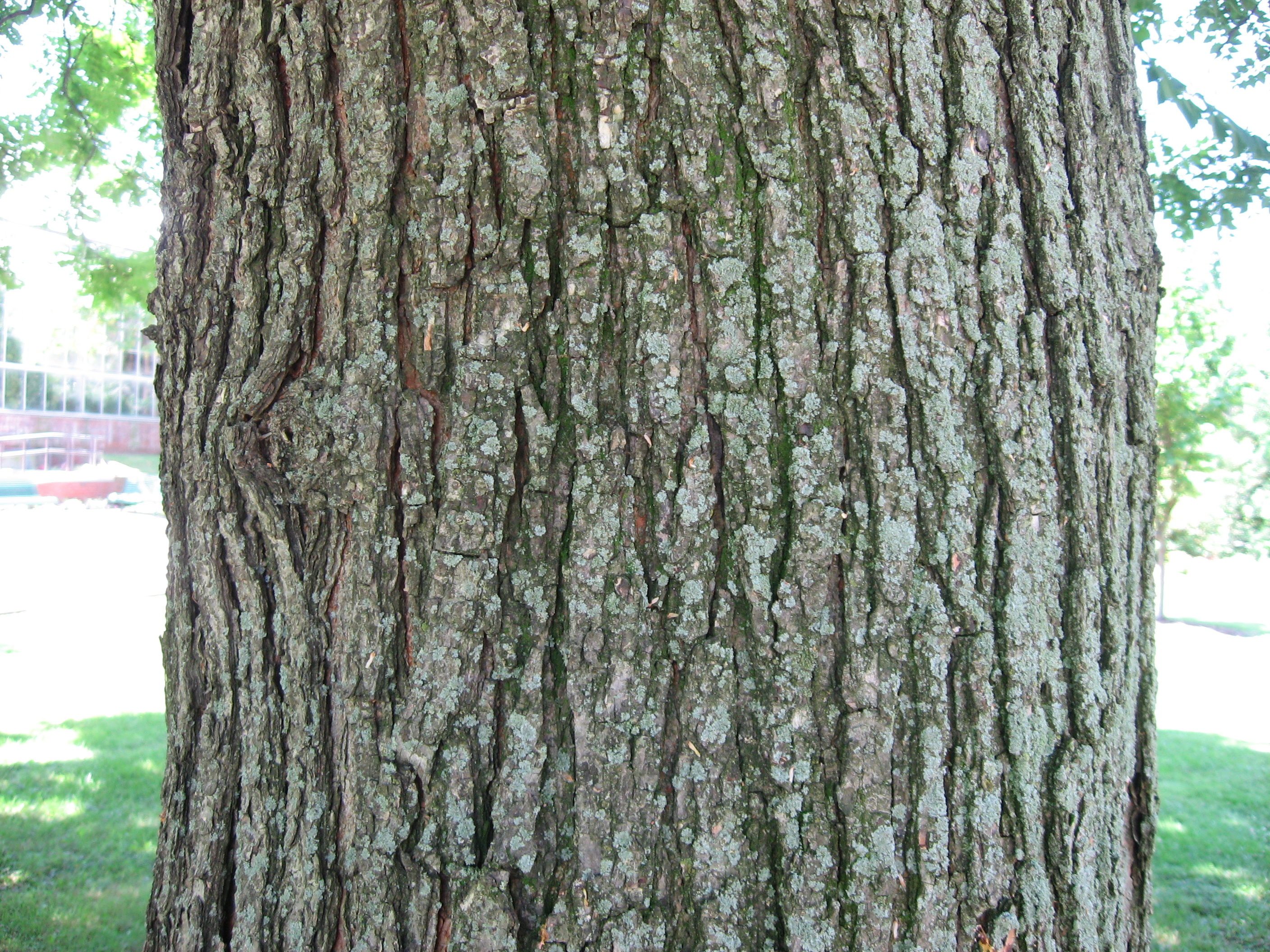
Kora
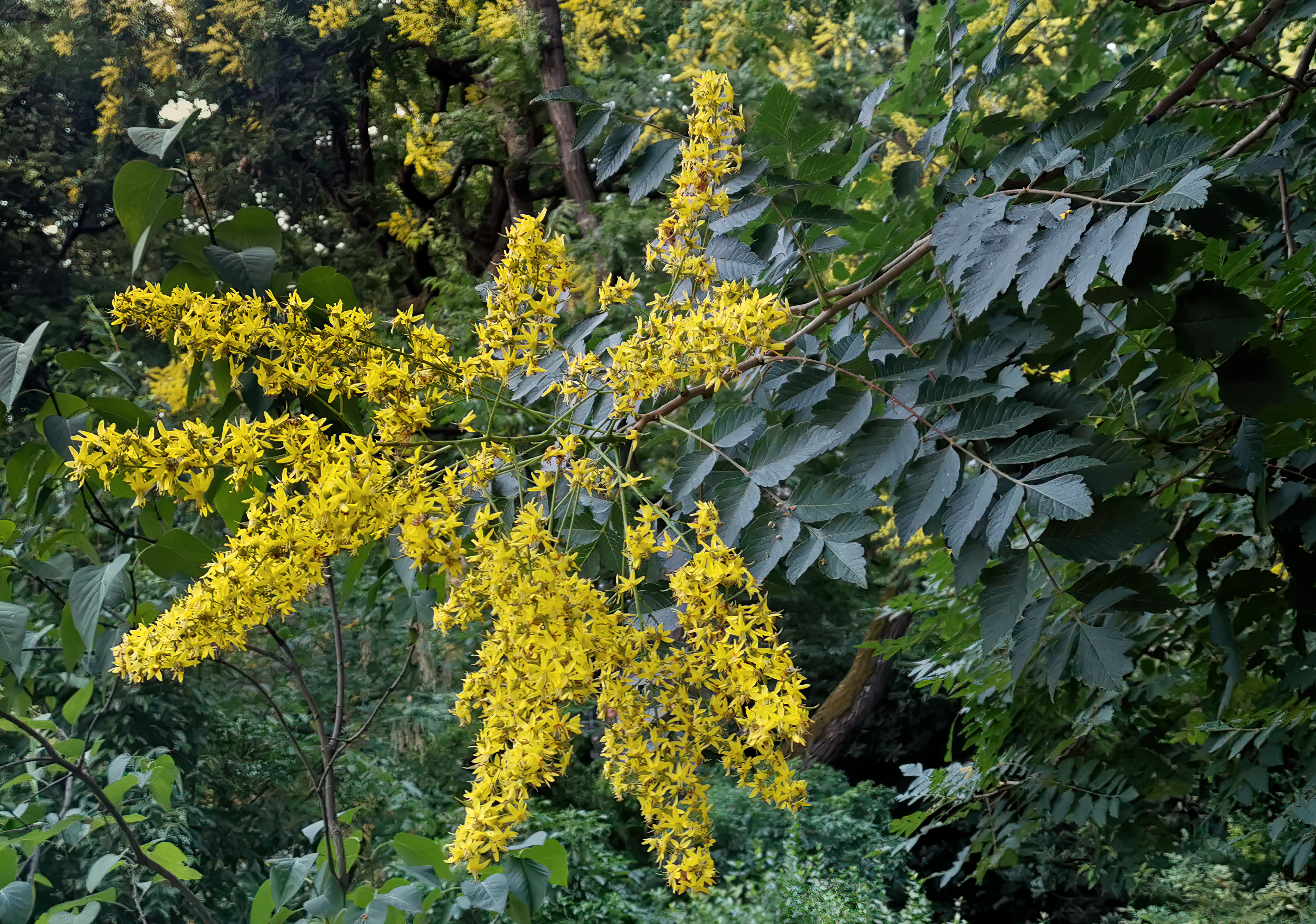
Kwiaty
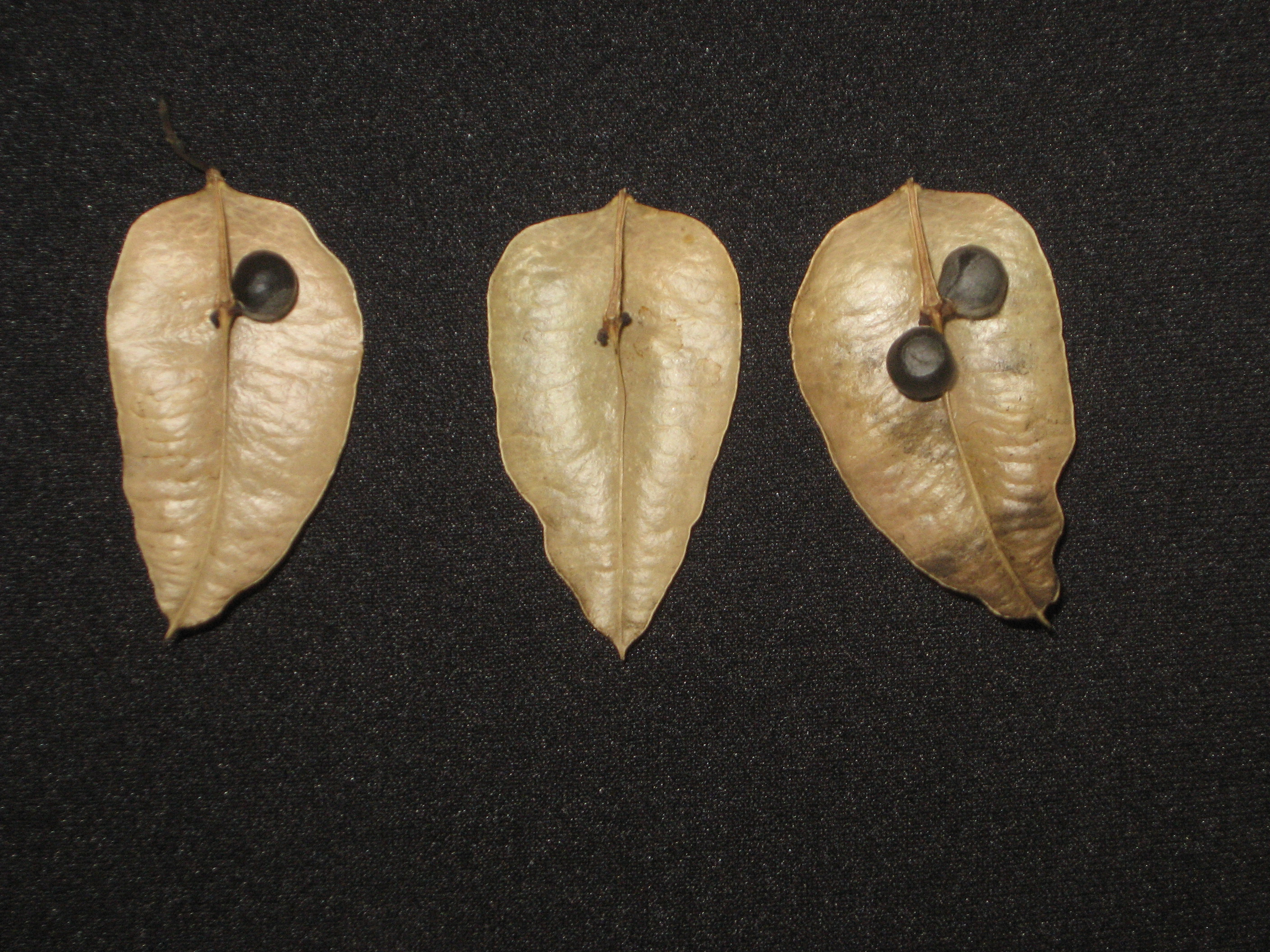
Owoce z nasionami
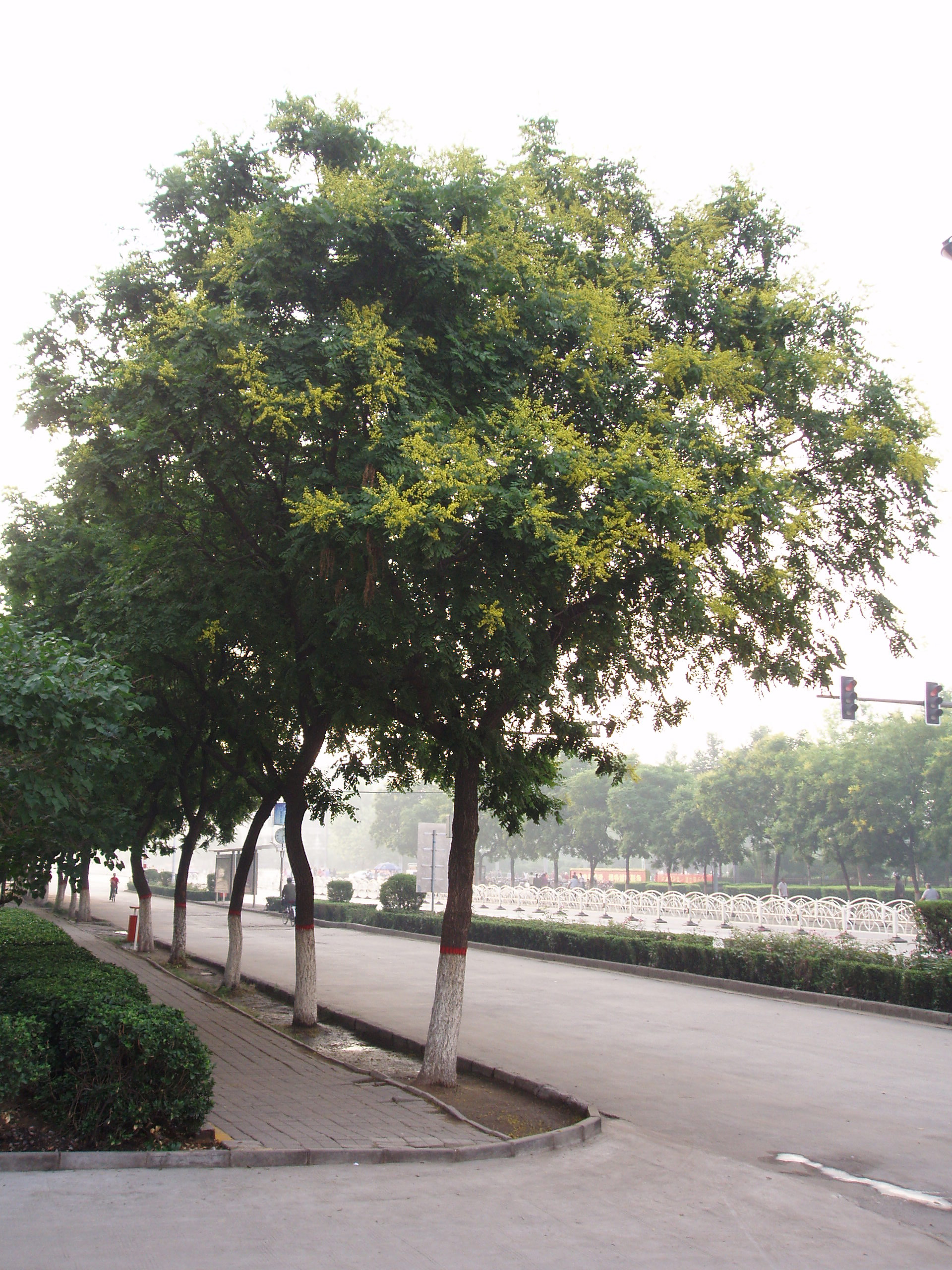
Roztrzepliny posadzone wzdłuż ulicy